# Limnonectes paramacrodon
Limnonectes paramacrodon é uma espécie de anfíbio da família Ranidae.
Pode ser encontrada nos seguintes países: Brunei, Indonésia, Malásia, Singapura e Tailândia.
Os seus habitats naturais são: florestas subtropicais ou tropicais húmidas de baixa altitude, pântanos subtropicais ou tropicais e rios.
Está ameaçada por perda de habitat.